# Бульвар Гордона
«Бульвар Гордона» — всеукраїнський щотижневий таблоїд.
Видається з 1995 року (до 2005-го мала назву «Бульвар») російською мовою. Наклад одного номера раніше становив 570 тис. примірників, зараз  — 93 тис. Читачами тижневика є понад 2,5 мільйони осіб. Крім України, газета окремо видається в США, а також поширюється в Росії, Ізраїлі, Іспанії, Італії, Франції, Німеччині, Португалії, Індії, Австралії та низці інших країн. Редакційну раду «Бульвару Гордона» у 1998—2014 роках очолював відомий поет, прозаїк, публіцист, редактор журналу «Огонёк» (1986—1990), найкращий редактор світу за версією американського журналу World Press Review (1989) Віталій Коротич.

## Історія
Газета «Бульвар» була заснована в 1995 році Дмитром Гордоном, який і став її головним редактором. Гордон є одним з небагатьох українських редакторів, який продовжує плідно творити. Назва тижневика, як згадував Гордон в 2000 році, з'явилася завдяки співачці Маші Распутіній.
|                 | П'ять років тому ми з Олександром Швецем сиділи на концерті Маші Распутіної. До цього ми ніяк не могли вигадати, як назвати нову газету, і тут у кінці шоу вона оголошує: «Сьогодні для вас співали Маша Распутіна і група «Бульвар». |
| — Дмитро Гордон | |

У 2001 році газета рекламувала різних екстрасенсів, гадалок чи астрологів типу Алана Чумака і Павла Глоби.
У 2004 році в ефірі ток-шоу «Я так думаю» («1+1») Гордон заявив, що герої публікацій «Бульвару» самі просили, щоб за ними підглядали. Пізніше він сказав:
|  | Смысл не искажается, но бывает такое, что известные люди просят нас поддержать их игру, потому что без игры жизни нет. |

У 2005 році Гордон припинив випуск газети «Бульвар» і заснував нове видання — «Бульвар Гордона».
|                 | Це збіг. Мій друг, член редакційної ради «Бульвару» Павло Глоба вже 15 років складає для мене особисті гороскопи. <...> Кілька років тому Глоба сказав мені: «Навесні 1985 року тебе вперше надрукували в газеті «Комсомольское знамя». Навесні 1995 року ти відкрив «Бульвар». А навесні 2005 року ти повинен почати працювати в іншій газеті». До речі, саме Пал Палич і підказав мені тоді назву цієї газети – «Бульвар Гордона». |
| — Дмитро Гордон | |

Видання публікує історії із життя зірок мистецтва, політики, науки, спорту. У кожному номері виходить інтерв'ю (найчастіше — частинами) Гордона з видатними сучасниками.
У 2019 році Гордон залишив посаду головного редактора газети  і передав її видавництво ТОВ «Мега-прес груп».

## Редакційна рада
До редакційної ради «Бульвару Гордона» входили відомі особистості: Василь Алексєєв, Борис Андресюк, Олег Базилевич, Олег Блохін, Валерій Борзов, Михайло Боярський, Нані Брегвадзе, Сергій Бубка, Леонід Буряк, Анатолій Бишовець, Роман Віктюк, Тамара Гвердцителі, Павло Глоба, Станіслав Говорухін, Андрій Данилко, Армен Джигарханян, Іван Драч, Євген Євтушенко, Леонід Жаботинський, Валерій Золотухін, Анатолій Кашпіровський, Вахтанг Кікабідзе, Йосип Кобзон, Ігор Крутой, Валерій Леонтьєв, Борис Нємцов, Гаврило Попов, Сергій Поярков, Едіта П'єха, Олександр Розенбаум, Софія Ротару, Нікас Сафронов, Ян Табачник, Віллі Токарєв, Алан Чумак, Олександр Швець, Андрій Шевченко, Михайло Шемякін, Микола Шмельов, Нестор Шуфрич,Володимир Буковський, Олександр Невзоров, Сергій Хрущов, Людмила Гурченко, Муслім Магомаєв, Євгенія Мірошниченко, Микола Мозговий. З 1998-го до 2014 року редакційну раду очолював відомий поет, прозаїк, публіцист, редактор журналу «Огонек» (1986—1991) Віталій Коротич. Напередодні 6-річчя «Бульвару», у 2001 році, Дмитро Гордон так говорив про прихід Коротича у колектив:
|                 | Віталій Олексійович дуже відданий «Бульвару» і плекає його, як свою кохану дитину. Ще будучи головним редактором «Огонька», він мріяв організувати щось подібне, але потім виїхав до Америки і ця мрія не здійснилася. Зараз вона реалізовується таким чином. Йому дуже цікаво з нами працювати. |
| — Дмитро Гордон | |

За словами Гордона, Коротич зіграв величезну роль у газеті, допоміг змінити її вектор: видання «відійшло від розгнузданого напрямку й перейшло до більш глобального, людяного».
Члени редакційної ради визначали стратегію розвитку газети, рецензували матеріали, вели авторські колонки у виданні та часто допомагали Гордону зустрітися з відомими співрозмовниками. Наприклад, російський поет Євген Євтушенко допоміг журналістові домовитися про інтерв'ю з російсько-американським скульптором Ернстом Неізвєстним . Гордон стверджував, що редакційна рада «Бульвару Гордона» — явище унікальне, такого немає більше ніде в світі.
У березні 2014 року редакційна рада «Бульвару Гордона» була розформована через українсько-російський конфлікт.

## Авторський колектив
- Головні редактори: Дмитро Гордон — 1995—2019; Роман Греба — із 2019-го.
- Заступник головного редактора: Юлія П'ятецька.
- У різні роки в газеті публікувалися: Тетяна Нікуленко, Григорій Каневський, Тетяна Чеброва, Лада Лузіна, Олена Крутогрудова, Михайло Назаренко, Олеся Бацман, Ольга Кунгурцева, Людмила Троїцька та інші відомі журналісти.

## Цікаві факти
- У 1997 році журналістки Лада Лузіна і Олена Крутогрудова в лазні взяли інтерв'ю у композитора і співака Миколи Мозгового, у якому він розкритикував багатьох діячів української естради. Після публікації з Мозговим розірвали дружбу багато керівників і колег, а фестиваль «Море друзів» він змушений був проводити за свої гроші.[1] На думку багатьох можновладців та представників громадськості, зокрема, нині покійного ректора Київського інституту журналістики Анатолія Москаленка, «історія сучасної української журналістики ділиться на два періоди: до інтерв'ю Мозгового «Бульвару» і після».[10]
- У 2000 році в під'їзді редакції газети «Бульвар» було виявлено вибуховий пристрій. Його вдалося знешкодити за три хвилини до прогнозованого вибуху.[11]
- На своїх шпальтах газета проводила щорічний фотоконкурс краси, учасниці якого мали надіслати світлини, де зображувалися повністю оголеними до пояса.